# Comitato neozelandese per i toponimi antartici
Il Comitato neozelandese per i toponimi antartici (in inglese New Zealand Antarctic Place-Names Committee, NZ-APC) è un comitato consultivo governativo della Nuova Zelanda che ha il compito di proporre e autorizzare nomi per luoghi geografici situati nella Dipendenza di Ross, un'area dell'Antartide rivendicata appunto dalla Nuova Zelanda.
Il comitato, creato nel 1956 e formato da membri del Consiglio geografico della Nuova Zelanda e da studiosi specializzati sull'Antartide, lavora in collaborazione con i suoi omologhi dell'Australia, del Regno Unito e degli Stati Uniti d'America in modo da raggiungere un accordo su ogni decisione.